# Apertochrysa puncticollis
Apertochrysa puncticollis är en insektsart som först beskrevs av Banks 1940.  Apertochrysa puncticollis ingår i släktet Apertochrysa och familjen guldögonsländor. Inga underarter finns listade i Catalogue of Life.